# Rudolf Christian Baisch

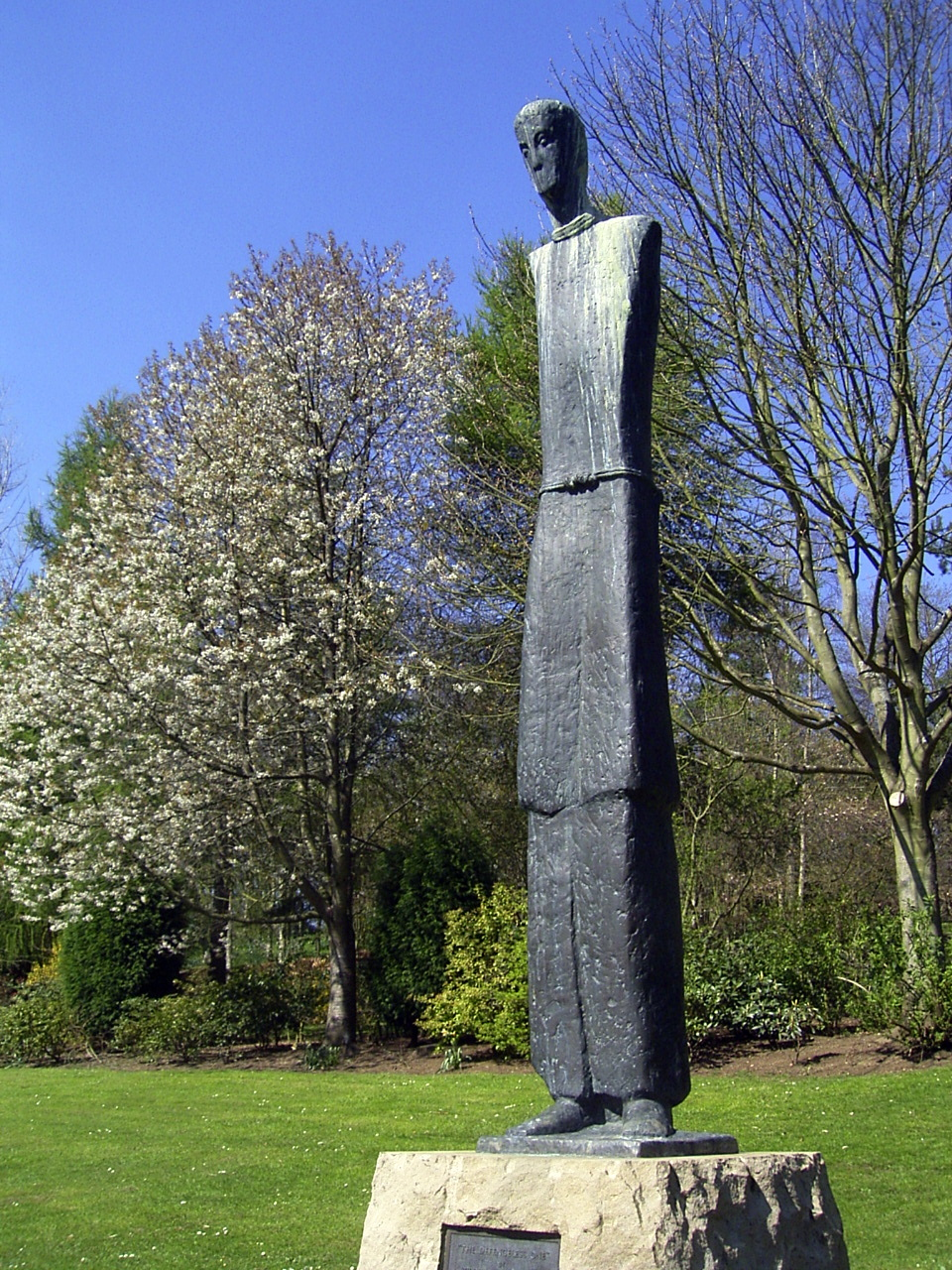
The Defenceless One (dt.: Der Wehrlose), vor 1990, Bronzeguss, auf Steinsockel im Riversidepark in Glenrothes in Schottland. Ein Geschenk der Partnerstadt Böblingen im Jahr 1991.

Rudolf Christian Baisch, auch Rudolf C. Baisch (* 20. Oktober 1903 in Böblingen; † 14. Dezember 1990 in Mettmann) war ein deutscher Bildhauer sowie Lyriker und Maler.

## Leben und Wirken
Rudolf Christian Baisch wollte eigentlich Flieger werden und wurde 1918 Schüler der Böblinger Fliegerwerft. Er konnte seinen Berufstraum in den wirtschaftlich schwierigen Jahren nach dem Ersten Weltkrieg jedoch nicht realisieren und wurde dann Dentist, was damals mittels einer zweijährigen Fachschulausbildung möglich war. Baisch spezialisierte sich bald auf dem Gebiet keramischer Verfahren. 
Zunächst angeregt durch materialtechnische Fragen, begann er 1937 ein Bildhauer-Studium an der Düsseldorfer Kunstakademie. Baisch war dort vor allem Schüler der Bildhauer und Kunstprofessoren Edwin Scharff, Alexander Zschokke und Josef Mages.
Nach 1945 arbeitete Baisch als freischaffender Künstler. Der Zweite Weltkrieg und vor allem die Bombenangriffe waren für ihn eine traumatische Erfahrung, sie hinterließen in ihm das Gefühl einer „zerbrochenen Welt“. Er wandte sich der heilen Kreatur und damit der Tierplastik zu, die neben der Porträtdarstellung zu seinem Hauptthema wurde. Seit den 1950er-Jahren führte er zahlreiche Aufträge für den öffentlichen Raum aus und gestaltete unter anderem Tierplastiken und Brunnen für Parkanlagen, Kongresshallen und Regierungseinrichtungen in Böblingen, Bonn, Düsseldorf, Duisburg und Mönchengladbach. Plastiken von ihm wurden auch in mehreren Schulen aufgestellt, seine Tierfiguren waren als „künstlerischer Schmuck“ gefragt.
Baisch stellte auch eine Reihe von Tierfiguren als Kleinplastiken her. Die meist abgerundet zusammengefassten und geglätteten Formen dieser kleinplastischen Arbeiten verleiteten zum Anfassen und „Angreifen“, ähnlich wie bei japanischen Netsuke-Figuren. Seine kleinen taktilen Tierfiguren wurden auch als „Handschmeichler“ bezeichnet und hatten ihren eigenen Liebhaberkreis.
Er schuf stets harmonisierende Formen; stilistisch gehörte Baisch zum abstrahierenden Realismus der 1930er-Jahre. Zu den Wegbereitern dieser Stilrichtung zählen Künstler wie Hermann Blumenthal und Gerhard Marcks. Eine genaue Beobachtung der Natur und der Ausdruck einer inneren Auffassung, einer „ethischen Haltung“ des Künstlers gehen dabei eine Synthese ein. Als Material für seine Plastiken verwendete Baisch meistens Bronze, teils aber auch Gips. Seine Kleinplastiken erstellte er als Bronzeguss, ihre Anzahl war auf 10 Exemplare limitiert.
Künstlerisch betätigte er sich vor allem als Bildhauer, daneben schuf er Zeichnungen und Grafiken und malte eine Reihe von Bildern, wie beispielsweise einige kleinformatige Arbeiten in Tempera. Außerdem schrieb er Gedichte und Aphorismen, die er zum Teil veröffentlichte.
Baisch war in der Düsseldorfer Künstlerszene der Nachkriegszeit und bis in die 1970er-Jahre hinein aktiv und gehörte zum Freundeskreis des Komponisten Theo Kreiten (1887–1960) und dessen Ehefrau, der Mezzo-Sopranistin und Kammersängerin Emmy Kreiten-Barido (1894–1985). An den Hauskonzerten des musikalischen Ehepaares Kreiten, die damals als ein Mittelpunkt der musikalischen Gesellschaft ihrer Wahlheimat Düsseldorf galten, nahm Baisch oft teil. Um 1935 saß die Tochter Rosemarie Sofie Kreiten (1918–1975) Modell für eine Büste, die sich heute im Besitz ihrer Nachkommen befindet. Karlrobert Kreiten (1916–1943), der Sohn von Theo und Emmy, ein hochbegabter und bereits früh sehr erfolgreicher Pianist, wurde nach einer Denunziation von den Nationalsozialisten wegen Wehrkraftzersetzung verurteilt und 1943 in Berlin-Plötzensee gehängt. Eine später von Baisch geschaffene Gedenkbüste befindet sich heute im Düsseldorfer Stadtmuseum.
Baisch war von 1939 bis 1943 auf allen Großen Deutschen Kunstausstellung in München vertreten. Er stellte vier Tierplastiken aus, aber auch drei Porträtplastiken von Militärangehörigen. Die 1940 ausgestellte Bronze-Büste von General Walter von Bergmann erwarb Adolf Hitler. 1943 zeigte Baisch die Büsten „Oberstleutnant Gravenhorst“ und „Gebirgsjäger“.
Baisch lebte und arbeitete in Mettmann bei Düsseldorf, blieb aber stets seiner Heimatstadt Böblingen verbunden. Zwischen 1955 und 1984 wurden dort vierzehn seiner Werke aufgestellt. 1980 stiftete er dem Lehmbruck-Museum in Duisburg die im Jahre 1975 entstandene Plastik Die Sinnende und ließ zur gleichen Zeit auch eine Kopie in seiner Heimatstadt Böblingen aufstellen. Die Sinnende gehörte zu den letzten monumentalen Arbeiten von Baisch.
Ein Teil seines schriftlichen Nachlasses befindet sich im Deutschen Kunstarchiv im Germanischen Nationalmuseum in Nürnberg.

## Ehrungen
- 1984: Verdienstkreuz am Bande der Bundesrepublik Deutschland
- Zu Ehren des Künstlers wurden in Böblingen zwei Straßen nach ihm benannt.

## Werke (Auswahl)
Plastiken
- Guanako, 1948, Kleinplastik
- Schildkröte, 1971, Kleinplastik, Bronzeguss mit dunkelbrauner Patinierung, H. 7,5 cm, Br. 12,5 cm
- Bär, 1976, Kleinplastik, Bronzeguss mit goldbrauner Patinierung, H. 9,3 cm, Br. 12,2 cm, T. 7,5 cm (Jahresgabe des Kunstvereins für die Rheinlande und Westfalen, Düsseldorf; 100 Exemplare; mit Signatur des Künstlers Baisch)
- Stehendes Nilpferd, nicht datiert, Kleinplastik

Plastiken in öffentlichen Sammlungen
- Karlrobert Kreiten, Plastik (Büste), getönter Gips, Stadtmuseum, Düsseldorf[3]
- Karl Ernst Osthaus-Museum, Hagen
- Der Wehrlose (englisch The Defenceless One), Statue aus Bronzeguss, auf Steinsockel, im Riversidepark von Glenrothes, Schottland. Die Statue wurde den Bürgern von Glenrothes im Jahr 1991 anlässlich des 20-jährigen Partnerschaftsjubiläums von der deutschen Partnerstadt Böblingen gestiftet.[7]

Bilder
- Evolution, Tempera, 23,5 × 16,5 cm, signiert unten mittig mit den Initialen R. C. B., gerahmt sowie verso bezeichnet

Signaturen
- Baisch signierte seine Kleinplastiken meistens an der Unterseite mit: R.C. Baisch
- Bei seinen Bildern verwendete Baisch als Signatur auch die Initialen: R. C. B.

Bücher
- Wir haben die Leier den Vögeln geschenkt. Hornung, Düsseldorf 1975, ohne ISBN. (Schrift: Walter Sauer)
- Zwischen Stern und Meer. Gedichte. Hornung, Düsseldorf 1981, ohne ISBN. (Schrift: Walter Sauer)
- Rudolf Christian Baisch. Bd. 3., Aphorismen. Aurel Bongers, Recklinghausen 1980, ISBN 3-7647-0418-7.

## Ausstellungen (Auswahl)
Einzelausstellungen
- 1972: Rudolf Christian Baisch – Skulpturen, Zeichnungen, Graphik. 1938–1972, Kunsthalle Düsseldorf, Düsseldorf

Gruppenausstellungen
- 2006: Was ist Plastik? 100 Jahre – 100 Köpfe. Das Jahrhundert moderner Skulptur, Stiftung Wilhelm Lehmbruck Museum – Zentrum Internationale Skulptur, Duisburg (postum)